# Pogliano Milanese
Pogliano Milanese es una localidad italiana situada en la provincia de Milán (Lombardía).
Su población es de 7.828 habitantes.
Limita con Lainate, Nerviano, Rho, Vanzago, Pregnana Milanese y Arluno.

## Evolución demográfica
| Gráfica de evolución demográfica de Pogliano Milanese entre 1861 y 2001 |
|                                                                         |
| Fuente ISTAT - elaboración gráfica de Wikipedia                         |